# José Antonio Escuredo
Escuredo  Raimondez est un nom espagnol. Le premier nom de famille, en général paternel, est Escuredo ; le second, en général maternel, souvent omis, est Raimondez.
José Antonio Escuredo Raimondez (né le 19 janvier 1970 à Gérone) est un coureur cycliste sur piste espagnol. Il a notamment été médaillé d'argent du keirin aux Jeux olympiques de 2004 à Athènes.

## Palmarès

### Jeux olympiques
- Athènes 2004
  -  Médaillé d'argent du keirin

### Championnats du monde
- Manchester 2000
  -  Médaillé de bronze de la vitesse par équipes
- Melbourne 2004
  -  Médaillé d'argent du keirin
  -  Médaillé d'argent de la vitesse par équipes
- Bordeaux 2006
  -  Médaillé d'argent du keirin

### Coupe du monde
- 1998
  - 2e du kilomètre à Cali
- 1999
  - 2e du keirin à Cali
  - 3e de la vitesse par équipes à Cali
- 2002
  - 1er du keirin à Monterrey
  - 2e du kilomètre à Monterrey
- 2003
  - 1er de la vitesse par équipes à Moscou (avec José Antonio Villanueva et Salvador Melià)
  - 1er du keirin au Cap
- 2004
  - 3e de la vitesse par équipes à Moscou
  - 3e du keirin à Aguascalientes
- 2005-2006
  - 2e du keirin à Manchester
  - 3e de la vitesse par équipes à Moscou

### Jeux méditerranéens
- 1991
  -  Médaillé d'argent de la vitesse
  -  Médaillé de bronze du kilomètre

### Championnats nationaux
- 1992
  -  Champion d'Espagne du kilomètre
  -  Champion d'Espagne de vitesse
- 1994
  -  Champion d'Espagne du kilomètre
- 1995
  -  Champion d'Espagne du keirin
  -  Champion d'Espagne de vitesse
- 1996
  -  Champion d'Espagne du kilomètre
  -  Champion d'Espagne de vitesse
- 1997
  -  Champion d'Espagne du kilomètre
  -  Champion d'Espagne de vitesse
  -  Champion d'Espagne de vitesse par équipes (avec Isaac Gálvez et Gerard Bertrán)
- 1998
  -  Champion d'Espagne du kilomètre
  -  Champion d'Espagne du keirin
- 1999
  -  Champion d'Espagne de vitesse
  -  Champion d'Espagne de vitesse par équipes (avec Diego Ortega et Juan Manuel Sánchez)
- 2001
  -  Champion d'Espagne du kilomètre
- 2002
  -  Champion d'Espagne du kilomètre
- 2003
  -  Champion d'Espagne du keirin
- 2004
  -  Champion d'Espagne du keirin
  -  Champion d'Espagne de vitesse
- 2005
  -  Champion d'Espagne du keirin
  -  Champion d'Espagne de vitesse par équipes (avec Itmar Estéban et Alfred Moreno)
- 2006
  -  Champion d'Espagne du keirin
  -  Champion d'Espagne de vitesse par équipes (avec Itmar Estéban et Alfred Moreno)
- 2007
  -  Champion d'Espagne du keirin
  -  Champion d'Espagne de vitesse par équipes (avec Itmar Estéban et Alfred Moreno)
- 2008
  -  Champion d'Espagne du keirin
  -  Champion d'Espagne de vitesse par équipes (avec Itmar Estéban et Alfred Moreno)
- 2009
  -  Champion d'Espagne du keirin
  -  Champion d'Espagne de vitesse
  -  Champion d'Espagne de vitesse par équipes (avec Itmar Estéban et Alfred Moreno)
- 2011
  -  Champion d'Espagne de vitesse